# Спомен-биста Јурију Гагарину у Београду
Спомен-биста Јурију Гагарину било је обележје посвећено Јурију Алексејевичу Гагарину и налазило се на Новом Београду. Постављено је почетком априла 2018. године, а само неколико дана касније уклоњено због негативне реакције јавности, медија и струке у Србији.

## Опште информације
Спомен-биста постављена је у част Јурија Алексејевича Гагарина пилота совјетског ратног ваздухопловства и совјетског космонаута. Налазила се у новобеоградском Блоку 44 у Улици Јурија Гагарина. Материјал коришћен у изради спомен-бисте биле су гранитне плоче, а он је са постаментом био висине око 2,6 м.
Са бочне стране плоче била су уклесана имена фондације „Карић”, фондова „Владимир храбри - Русија” и „Браћа Марковић - Србија”, као и Фонда за дијалог у култури — Русија, а на дну споменика уписано је име „Моравамермер”, највероватније извођача радова. Спомен-биста је требала да буде званично отворена 12. априла 2018. године на 57. годишњицу када је Гагарин у летелици Восток-1 направио једну орбиту око Земље у трајању од 108 минута, али је због негативне реакције јавности, српских, руских и других страних медија и струке у Србији уклоњена 10. априла 2018. Несразмерно мала глава Гагарина под космонаутским визиром била је повод за негативне коментаре.
Горан Весић захвалио се фондацији на идеји да граду донира споменик, али истакао да приликом његовог пројектовања нису испоштовани захтеви „Карић фондације” као наручиоца, као и да у процес одобравања изгледа споменика нису били укључени Град Београд, Завод за заштиту споменика културе града Београда, Министарство културе Републике Србије нити Градска општина Нови Београд.
Дана 10. априла 2018. уклоњена је биста Гагарина, а неколико дана касније и постамент. Горан Весић истакао је да ће бити израђено и постављено ново обележје, за чији ће изглед сагласност претходно дати све надлежне институције, пре свих Завод за заштиту споменика културе града Београда, Градски секретаријат за урбанизам и Министарство културе и информисања, али пројекат никада није реализован.

## Критике јавности
ББЦ из Лондона писао је о овом споменику, назвавши га „београдском ситноглавом која изазива запрепашћење”, док је тадашњи амабсадор Русије у Београду Александар Чепурин истакао да верује да није постојала лоша намера, али је изразио незадовољство. Вајар Миодраг Роган истакао је да у част Гагарина мора да постоји много озбиљније дело од овог на Новом Београду. Богољуб Карић чија фондација је била један од финансијера пројекта истакао је да је спомен-биста „мало нескладна”, али да није постојала лоша намера и да ће се „уредити”.
Чланови вајарске секције УЛУС истакли су да споменик не испуњава потребне уметничке критеријуме.
Богољуб Карић истакао је да је спомен-биста дело једног руског  уметника, док је део медија у Србији писало да је обележје набављено у Русији и допремљено у Београд. Неки од вајара из Србије претпостављали су да дело није оригинално, већ да је само један одливак из постојећег калупа, а слична спомен-обележја постоје у Грчкој и Бугарској.